# 미니시어터

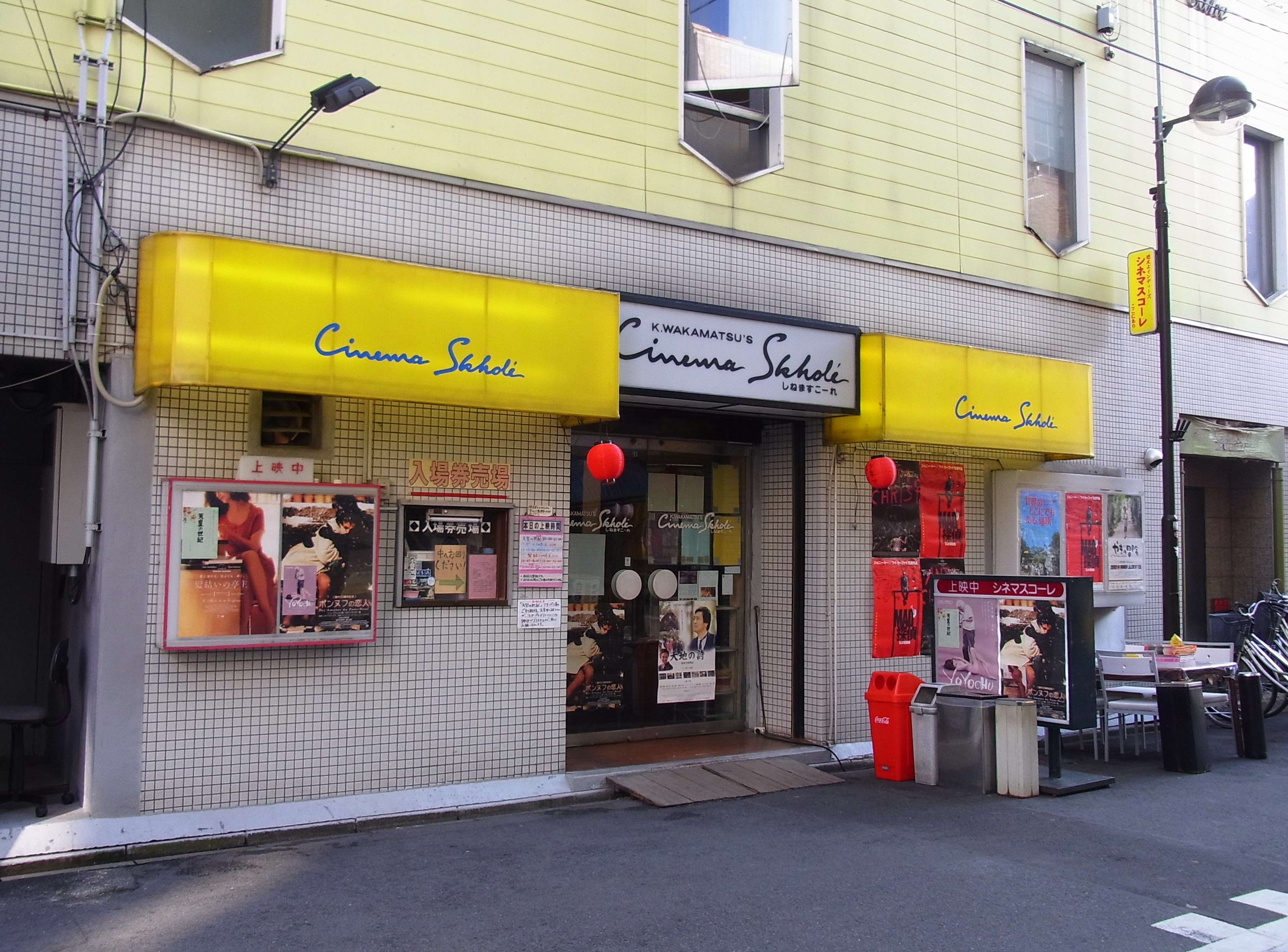
나고야시에 소재한 미니시어터 시네마스콜레

미니시어터(일본어: ミニシアター 미니시아타[*], 영어: mini theater)는 일본의 영화관 종류 중 하나이다. 대형 영화사의 직접적인 영향이 없는 독립적인 영화관이다. 미니시어터는 일본에서 볼 수 있는 더 큰 독립 영화관에 비해 상대적으로 작은 크기와 좌석 수와 독립 또는 예술 영화를 상영하는 것이 큰 특징이다.

## 같이 보기
- 멀티플렉스